# تاتسویا ناکامورا
تاتسویا ناکامورا (انگلیسی: Tatsuya Nakamura؛ زادهٔ ۴ ژانویهٔ ۱۹۶۵) موسیقی‌دان، طبل‌زن، بازیگر اهل ژاپن است.
از فیلم‌ها یا برنامه‌های تلویزیونی که وی در آن نقش داشته‌است می‌توان به آتش در دشت اشاره کرد.